# Harshvardhan
Harshvardhan, eller Harsha Vardhana, var en indisk kung (regeringstid 606-647), den mäktigaste härskaren under sin tid i norra Indien. Förde bl.a. krig mot Chalukyariket utan att lyckas betvinga detta sydliga rike.